# Гирино (Хорольский район)
Гирино (укр. Гирине) — село, Петровский сельский совет, Хорольский район, Полтавская область, Украина.
Код КОАТУУ — 5324884603. Население по переписи 2001 года составляло 52 человека.

## Географическое положение
Село Гирино находится на расстоянии в 5 км от села Вишнёвое и в 3-х км от села Байрак (Семёновский район).
По селу протекает пересыхающий ручей с запрудой.
Рядом проходит железная дорога, станция Петровка в 4-х км.

## История
Есть на карте 1869 года как хутор Старицкого